# 金子有希
金子 有希（かねこ ゆうき、1987年1月19日 - ）は、日本の声優、舞台女優。福岡県北九州市出身。青二プロダクション所属。

## 経歴
テレビ番組やCM、企業VPなどのナレーションを中心に活動している。
アニメや声優のことは詳しくなかったが声を出すことが好きで、小学生の時に「声優になる」という思いを持つ。
大学在学中に並行して青二塾大阪校に入塾。第25期生。
2010年1月、ミュージカル『忍たま乱太郎』のユキ役で舞台デビューし、第一弾から5年間出演。
2013年1月、テレビアニメ『たまこまーけっと』の常盤みどり役で初のアニメレギュラー出演。
事務所では2012年度までジュニア所属、2013年度から準所属となる。
2018年、ゲーム『アルカ・ラスト 終わる世界と歌姫の果実』から派生した声優ユニット「Kleissis」のメンバーに選ばれる。
2019年9月、金子原案の物語『光る猫爪』のドラマCD製作を発表。ドラマCD及び歌唱CDのクラウドファンディングプロジェクトを立ち上げる。目標金額を300万円としていたところ、大きく上回る1465万3500円のクラウドファンディングを達成した。
2022年11月27日、同郷の声優・前田佳織里と共に『北九州市観光大使』に就任。

## 人物
趣味は料理、散歩、映画鑑賞（特に洋画）。特技は歌唱、裁縫、図画工作。
好きなものは『マーベル・コミック』のヒーロー（特にロキ）、『ジョジョの奇妙な冒険』（特に第4部）。
ゲームクリエイターの増田順一は親戚。金子の祖母の従弟（従叔祖父・いとこ大叔父）にあたる。
作曲家の和田直也は高校時代の同級生で友人。
事務所の同期には津田美波、島﨑信長がいる。津田は在籍する数少ない女性同期で、共にミュージカル『忍たま乱太郎』のオーディションを受けて合格し出演するなど交流が長く仲が良い。また、金子原案のクラウドファンディングプロジェクトにおいても共演している。
思い入れのある作品として、初めての仕事に近いミュージカル『忍たま乱太郎』、アニメデビューに近い『たまこまーけっと』を挙げている。

## 出演
太字はメインキャラクター。

### テレビアニメ
2013年
- たまこまーけっと（常盤みどり）
- ちびまる子ちゃん（高校生のお姉さん）
- ファンタジスタドール（デコレイション〈米〉）
- ONE PIECE（2013年 - 2023年、子供、アシスタント、シャーロット・オールメグ、お花、お染 他）

2015年
- アイドルマスター シンデレラガールズ（高森藍子）
- 俺がお嬢様学校に「庶民サンプル」としてゲッツされた件（霧生）
- 影鰐-KAGEWANI-（凛、番場由美子、海女）

2016年
- ドラゴンボール超（ギャル子）

2017年
- アイドルマスター シンデレラガールズ劇場（2017年 - 2019年、高森藍子） - 4シリーズ

2018年
- BORUTO-ボルト- NARUTO NEXT GENERATIONS（伎璃）
- はるかなレシーブ（かなたの母）
- 邪神ちゃんドロップキック（絵瓜杏）

2019年
- けものフレンズ2（カルガモ）

2020年
- ランウェイで笑って（看護師、モデルB）

2021年
- テスラノート（大垣美咲）
- 半妖の夜叉姫（お華）

2023年
- アイドルマスター シンデレラガールズ U149（高森藍子）
- おかしな転生（キャエラ）

2024年
- 名探偵コナン（香深幸子）

### 劇場アニメ
- たまこラブストーリー（2014年、常盤みどり[56]）
- 映画 聲の形（2016年、植野直花[57]）

### OVA
- チョコタン!（2013年、女子2[58]）

### Webアニメ
- 美少女戦士セーラームーンCrystal（2014年、女性）
- ボーエもんの防衛だもん 〜よくわかる自衛隊〜（2015年、加納大輔[59][60]）
- アイドルマスター シンデレラガールズ劇場 Extra Stage（2021年、高森藍子）
- CINDERELLA GIRLS 10th Anniversary Celebration Animation ETERNITY MEMORIES（2022年、高森藍子）

### ゲーム
2010年
- ときめきメモリアル Girl's Side 3rd Story（女子生徒）

2012年
- オール仮面ライダー ライダージェネレーション2
- 恋は校則に縛られない!
- 龍が如く5 夢、叶えし者（りく〈キャバ嬢〉）

2013年
- アイドルマスター シンデレラガールズ（2013年 - 2024年、高森藍子） - 4作品
- ゴッドイーター2（プレイヤーボイス、キャリー、フォックス）

2014年
- レジェンドオブゴッド〜神の戦場〜（女性キャラクター）

2015年
- けものフレンズ（コウテイペンギン、ジャコウウシ、キジ、マレーバク 他）
- ゴッドイーター リザレクション（アネット・ケーニッヒ）
- ゴッドイーター2 レイジバースト（プレイヤーボイス、キャリー、フォックス、子供B）
- 重装機兵レイノス（リーナ＝ライセン）

2016年
- イースVIII -Lacrimosa of DANA-（サライ）
- 神撃のバハムート（高森藍子）
- 天穹のアルクルス（イリス・フォルトゥナ）
- モン娘☆は〜れむ（レッドハート）
- ワールド エンド エクリプス（ゼピュロス）

2017年
- スターリーガールズ（アケルナル）
- StraStella（エリアル）
- HIDE AND FIRE（ナイト）
- バトル オブ ブレイド（ステルラ、フィーヴァロッテ）

2018年
- OVERHIT（アマティ）
- 逆転オセロニア（ジゼル）
- ゴッドイーター レゾナントオプス（アネット）
- ゴッドイーター3（プレイヤーボイス）
- 三国BASSA!!（呂蒙）

2019年
- 快感♥フレーズ CLIMAX -NEXT GENERATION-（ソフィア＝ミラーズ）
- 白猫プロジェクト (フェネッカ）
- アリス・ギア・アイギス（2019年 - 2024年、琴村朱音、吾妻京）
- アルカ・ラスト 終わる世界と歌姫の果実（水鳥ミウ）

2020年
- テイルズ オブ クレストリア（レベッカ）

2021年
- きららファンタジア（坂本香樹）
- クレヨンしんちゃん 「オラと博士の夏休み」〜おわらない七日間の旅〜（黒髪美子）

2023年
- ゼノブレイド3（アール）

### ドラマCD
- アイドルマスター シンデレラガールズ 「Challenges to change」（2016年、高森藍子[98]）※テレビアニメ BD / DVD 第8巻 完全生産限定版特典ドラマCD
- アイドルマスター シンデレラガールズ U149（2018年、高森藍子）※第3巻特別版オリジナルCD
- 光る猫爪（2019年、小倉鈴音）

### 映像商品
- THE IDOLM@STER CINDERELLA GIRLS 2ndLIVE PARTY M@GIC!! Blu-ray BOX（2015年）[99]
- THE IDOLM@STER CINDERELLA GIRLS 3rdLIVE シンデレラの舞踏会 -Power of Smile- Blu-ray BOX（2016年）[100]
- THE IDOLM@STER CINDERELLA GIRLS 4thLIVE Blu-ray BOX（2017年）[101]
- THE IDOLM@STER CINDERELLA GIRLS 5thLIVE TOUR Serendipity Parade!!! @ISHIKAWA / @FUKUOKA / @SAITAMA SUPER ARENA（2018年）[102]
- THE IDOLM@STER CINDERELLA GIRLS Live Broadcast 24magic 〜シンデレラたちの24時間生放送！〜（2021年）[103]

### テレビ番組
- お笑い芸人どっきり王座決定戦スペシャル（フジテレビ） - 吹き替え[13][61]
- さんまのSUPERからくりTV（2012年7月29日、TBS） - ボイスオーバー[13][104]
- PON!（2014年4月8日、日本テレビ） - 顔出し出演[105][106]
- オトナへのトビラTV（2014年9月25日、NHK Eテレ） - 再現VTRの声[107]
- クローズアップ現代（2015年2月9日、NHK総合） - 声の出演[108]
- NHKニュースおはよう日本（NHK総合） - ボイスオーバー 他
  - 2015年7月18日[109][110]
  - 2015年8月15日[111]
  - 2015年9月26日[112]
  - 2015年10月31日[113]
  - 2016年2月6日[114]
  - 2017年6月22日[115]
  - 2018年12月28日[116]
- まるごと見せます 世界の教育コンテンツ〜日本賞2015〜『独裁者の部屋』（2015年12月31日、NHK Eテレ） - カロリーネ（声）[117][118]
- our SPORTS!（2016年、NHK BS1） - 声の出演[119][120]
  - 〜5min.観戦マニュアル 恋するバスケ〜
  - 〜5min.観戦マニュアル 恋するメジャーリーグ〜
- ニュースウオッチ9（2016年8月9日、NHK総合） - ボイスオーバー[121]
- 日経スペシャル ガイアの夜明け（2016年8月9日、テレビ東京） - ボイスオーバー[122][123]
- ダウンタウンのガキの使いやあらへんで!（2016年12月31日、日本テレビ） - 声の出演[124]
- ハートネットTV（2017年5月16日、NHK Eテレ） - ボイスオーバー[125]
- ダイニノアレ（2017年、テレビ東京） - 声の出演[126][127]
- デッドフレイ 〜青い殺意〜（2018年3月23日、NHK総合） - エリナ（声）[128][129]
- ネーミングバラエティー 日本人のおなまえっ!（2018年7月26日、NHK総合） - 声の出演[130][131]
- 紫式部のスマホ（2024年9月10日 - 9月19日、NHK総合） - 五条（声）（第2話から最終第8話）

### ラジオ
※はインターネット配信。
- がちヨミ!デコよみ!?（2011年 - 2012年、ラジオ大阪・HiBiKi Radio Station※・AMGチャンネル※）[61][132]
- たまこまーけっと もちもちラジオ（2013年、HiBiKi Radio Station※）[133]
- 和田昌之と金子有希のWADAX Radio（2017年 - 2020年、超!A&G+※・AG-ON Premium※）[34][134]

### ラジオドラマ
- 青山二丁目劇場（文化放送）
  - 口笛は、まだ聞こえている（2013年、はな[13][135]）
  - 明晰夢株式会社（2014年、ミナミ[136]）
  - やさしい記憶（2014年、部下の女性[137]）
  - 東原画伯兄弟（2015年、あすか[138][139]）
  - 下の名前で呼んでください（2015年、綾[140][141]）
  - 午前0時のラジオ局（2017年2月、海野あおい[142][143]）
  - スミダノハナビ（2017年、茉奈美[78][144]）
  - レラティブ・ダンス（2017年、コトミ[145][146]）
  - 俺とあの子の関係は。（2017年、フラン[147][148]）
  - ねこさん2（2017年、サクラ[149][150]）
  - 家族見ず知らず（2018年、娘[151][152]）
  - うちの兄、知りませんか？（2018年、華菜[153][154]）
  - ねこさん3（2018年、サクラ[155][156]）
  - かわりになってよ（2018年、ルミ[157]、男の子[158]）
  - 生きることって（2018年、野田[159]、アナウンサー[160]）
- 青春アドベンチャー「クラバート」（2016年3月14日 - 4月1日、NHK-FM） - クラバートの友人 他[161][162]
- また、同じ夢を見ていた（2017年、ひとみ先生[163][164]）

### Webドラマ
- 放課後はミステリーとともに（2011年、霧ヶ峰涼〈声〉[10][165]）

### ナレーション
- ZIP!「スマイルキャラバン」（2012年 - 2013年、日本テレビ）[10][166]
- おまかせ!アニマックスNAVI（2013年 - 2014年、アニマックス）[10][167]
- 10神アクター（2014年、福岡放送）[10][168]
- ZIP! チャンネル「にっぽんわくわくキャラバン」（2014年、Hulu ）[169]
- 緑陽社 CM（2014年）[170]
- ザッキャラ CM（2015年）[171][172]
- 設立30周年！"京都アニメーション"春の祭典（2015年、WOWOW）[173][174]
- ネコもワンコも大集合 年末はこれでモフモフ！スペシャル（2015年、NHK BSプレミアム）[117][175]
- アニレゾ!! 〜勝ち抜きアニソンダンスバトル!!〜（2016年、TOKYO MX）[10][176]
- 松井恵理子・松嵜麗の声優アニ雑団 CM（2016年 - 2018年）[177][178]
- 最上もがのもがマガ! CM（2016年 - 2017年）[179]
- 紀文お正月絵本第8回最優秀作品『としがみさまどこ？』（2016年）[18]
- ＃声だけ天使 CM（2018年）[180]

### 舞台
- ミュージカル『忍たま乱太郎』（2010年 - 2014年、シアターGロッソ・サンシャイン劇場） - ユキ 役[12][20]
  - 第一弾「がんばれ六年生！」（2010年1月13日 - 24日）
  - 第一弾 再演（2010年6月30日 - 7月7日）
  - 第二弾「予算会議でモメてます！」（2011年1月13日 - 23日）
  - 第二弾 再演（2011年7月1日 - 10日）
  - 第三弾「山賊砦に潜入せよ」（2012年1月12日 - 22日）
  - 第三弾 再演（2012年7月4日 - 15日）
  - 第四弾「最恐計画を暴き出せ!!」（2013年1月9日 - 20日）
  - 第四弾 再演（2013年6月21日 - 7月7日）
  - 第五弾「新たなる敵！」（2014年1月8日 - 24日）
  - 第五弾 再演（2014年6月20日 - 7月6日）
- 第一回 青二プロダクション 小林孝作プロデュース公演『あの時君は若かった』（2012年11月15日 - 18日、SPACE107） - 桜井恵 役[61][181]
- 劇団BRATS第6回公演『西遊記ゑん戯2〜EVOLUTION〜』（2014年12月5日、笹塚ファクトリー） - ゲスト出演（二役）[182][183]

### その他コンテンツ
- カシオ 電子辞書「EX-word」 VP（モデル〈顔出し〉[13][166]）
- K-1甲子園（2011年、ウグイス嬢[9][61]）
- Webライトノベル『モモキュンソード』
  - 朗読（2012年 - 2013年）[13]
  - 遊鬼（2015年）[184][185]
- Beeマンガ『みんな!エスパーだよ!』（2015年、浅見紗英[186]）
- 三菱電機 ラジオCM『みちびき4姉妹』（2017年、元気いっぱい次女の2号機[187][188]）
- FeBe オーディオブック「また、同じ夢を見ていた」（2017年、ひとみ先生[189]）
- あるあるCity公式アンバサダー（2022年7月22日 - 2025年7月20日[190]）
- 声優e-Sports部 4期生（2022年10月 - ）YouTubeでのゲーム実況

## ディスコグラフィ

### キャラクターソング
| 発売日   | 商品名 | 歌 | 楽曲                                                    | 備考                                                                      |
| 2012年   | 2012年 | 2012年 | 2012年                                                  | 2012年                                                                    |
| -------- | --- | --- | ------------------------------------------------------- | ------------------------------------------------------------------------- |
| 12月6日  | 龍が如く5 THE BEST SONGS SELECTION                                                                           | りく（金子有希）、ほのか（鹿野潤） | 「ring ［Full Spec Edition］」                          | ゲーム『龍が如く5 夢、叶えし者』関連曲                                    |
| 12月19日 | 龍が如く5 夢、叶えし者 オリジナルサウンドトラック Vol.2                                                      | りく（金子有希） | 「ring 〜feat.りく〜」                                  | ゲーム『龍が如く5 夢、叶えし者』関連曲                                    |
| 2013年   | | |                                                         |                                                                           |
| 2月20日  | たまこまーけっと キャラクターソングアルバム twinkle ride CD                                                  | 常盤みどり（金子有希） | 「Girlfriend」                                          | テレビアニメ『たまこまーけっと』関連曲                                    |
| 2月20日  | たまこまーけっと キャラクターソングアルバム twinkle ride CD                                                  | 北白川たまこ（洲崎綾）、常盤みどり（金子有希）、牧野かんな（長妻樹里）、北白川あんこ（日高里菜）、朝霧史織（山下百合恵）、チョイ・モチマッヅィ（山岡ゆり） | 「きっとね、ずっとね、よろしくね。」                    | テレビアニメ『たまこまーけっと』関連曲                                    |
| 8月10日  | コミックマーケット84 モモキュンソード オリジナルキャラソンDVD+CDセット                                       | 一木千洋、藤井ゆきよ、金子有希 | 「あたらしい世界へ 2013」                               | Webライトノベル『モモキュンソード』関連曲                                 |
| 11月13日 | THE IDOLM@STER CINDERELLA MASTER 025 高森藍子                                                                | 高森藍子（金子有希） | 「お散歩カメラ」                                        | ゲーム『アイドルマスター シンデレラガールズ』関連曲                       |
| 2014年   | | |                                                         |                                                                           |
| 7月30日  | THE IDOLM@STER CINDERELLA MASTER We're the friends!                                                          | THE IDOLM@STER CINDERELLA GIRLS! | 「We're the friends!」                                  | ゲーム『アイドルマスター シンデレラガールズ』関連曲                       |
| 12月24日 | THE IDOLM@STER CINDERELLA MASTER Passion Jewelries! 002                                                      | 十時愛梨（原田ひとみ）、日野茜（赤﨑千夏）、高森藍子（金子有希）、星輝子（松田颯水）、堀裕子（鈴木絵理） | 「絶対特権主張しますっ！」 「ゴキゲンParty Night」      | ゲーム『アイドルマスター シンデレラガールズ』関連曲                       |
| 12月24日 | THE IDOLM@STER CINDERELLA MASTER Passion Jewelries! 002                                                      | 高森藍子（金子有希） | 「愛は元気です。」                                      | ゲーム『アイドルマスター シンデレラガールズ』関連曲                       |
| 2015年   | | |                                                         |                                                                           |
| 3月18日  | Everybody Loves Somebody 〜 うさぎ山から愛をこめて                                                           | 常盤みどり（金子有希）、牧野かんな（長妻樹里） | 「二重奏クレッシェンド」                                | テレビアニメ『たまこまーけっと』関連曲                                    |
| 10月21日 | モモキュンソード すぺしゃるCD「鬼」                                                                          | 遊鬼（金子有希） | 「Flyaway」                                             | Webライトノベル『モモキュンソード』関連曲                                 |
| 2016年   | | |                                                         |                                                                           |
| 2月25日  | アイドルマスター シンデレラガールズ BD・DVD 第9巻完全生産限定版特典CD「346Pro IDOL selection vol.5」         | 日野茜（赤﨑千夏）、高森藍子（金子有希） | 「Flip Flop」                                           | テレビアニメ『アイドルマスター シンデレラガールズ』関連曲                 |
| 7月27日  | THE IDOLM@STER CINDERELLA GIRLS STARLIGHT MASTER 04 生存本能ヴァルキュリア                                   | 新田美波（洲崎綾）、高森藍子（金子有希）、鷺沢文香（M・A・O）、橘ありす（佐藤亜美菜）、相葉夕美（木村珠莉） | 「生存本能ヴァルキュリア（M@STER VERSION）」            | ゲーム『アイドルマスター シンデレラガールズ スターライトステージ』関連曲  |
| 10月14日 | THE IDOLM@STER CINDERELLA GIRLS 4thLIVE TriCastle Story -Brand new Castle- 会場オリジナルCD 絶対ピンクな小箱 | 高森藍子（金子有希） | 「絶対特権主張しますっ！」                              | ゲーム『アイドルマスター シンデレラガールズ』関連曲                       |
| 10月26日 | THE IDOLM@STER CINDERELLA GIRLS STARLIGHT MASTER 06 Love∞Destiny                                             | 高森藍子（金子有希） | 「青空リレーション」                                    | ゲーム『アイドルマスター シンデレラガールズ スターライトステージ』関連曲  |
| 2017年   | | |                                                         |                                                                           |
| 2月8日   | THE IDOLM@STER CINDERELLA MASTER EVERMORE                                                                    | アナスタシア（上坂すみれ）、緒方智絵里（大空直美）、神谷奈緒（松井恵理子）、川島瑞樹（東山奈央）、輿水幸子（竹達彩奈）、小早川紗枝（立花理香）、佐久間まゆ（牧野由依）、白坂小梅（桜咲千依）、高森藍子（金子有希）、十時愛梨（原田ひとみ）、日野茜（赤﨑千夏）、北条加蓮（渕上舞）、星輝子（松田颯水）、堀裕子（鈴木絵理）、三村かな子（大坪由佳） | 「ゴキゲンParty Night」                                 | ゲーム『アイドルマスター シンデレラガールズ』関連曲                       |
| 2月8日   | THE IDOLM@STER CINDERELLA MASTER EVERMORE                                                                    | 大橋彩香、福原綾香、原紗友里、藍原ことみ、青木志貴、青木瑠璃子、飯田友子、五十嵐裕美、今井麻夏、上坂すみれ、内田真礼、桜咲千依、大空直美、大坪由佳、金子真由美、金子有希、木村珠莉、黒沢ともよ、佐藤亜美菜、下地紫野、洲崎綾、鈴木絵理、髙野麻美、高森奈津美、立花理香、種﨑敦美、千菅春香、東山奈央、長島光那、原優子、早見沙織、春瀬なつみ、渕上舞、牧野由依、松井恵理子、松嵜麗、三宅麻理恵、村中知、杜野まこ、安野希世乃、山下七海、山本希望、佳村はるか、ルゥティン、和氣あず未 | 「EVERMORE（4thLIVE MIX）」                             | ゲーム『アイドルマスター シンデレラガールズ』関連曲                       |
| 4月19日  | THE IDOLM@STER CINDERELLA GIRLS STARLIGHT MASTER 10 Jet to the Future                                        | 日野茜（赤﨑千夏）、高森藍子（金子有希）、及川雫（のぐちゆり）、脇山珠美（嘉山未紗）、道明寺歌鈴（新田ひより） | 「Flip Flop」                                           | ゲーム『アイドルマスター シンデレラガールズ スターライトステージ』関連曲  |
| 5月13日  | THE IDOLM@STER CINDERELLA GIRLS 5thLIVE TOUR Serendipity Parade!!! 宮城・石川・大阪 会場オリジナルCD         | 高森藍子（金子有希） | 「生存本能ヴァルキュリア（M@STER VERSION）」            | ゲーム『アイドルマスター シンデレラガールズ スターライトステージ』関連曲  |
| 11月8日  | THE IDOLM@STER CINDERELLA GIRLS STARLIGHT MASTER 14 情熱ファンファンファーレ                                 | 本田未央（原紗友里）、日野茜（赤﨑千夏）、高森藍子（金子有希） | 「情熱ファンファンファーレ（M@STER VERSION）」          | ゲーム『アイドルマスター シンデレラガールズ スターライトステージ』関連曲  |
| 2018年   | | |                                                         |                                                                           |
| 1月10日  | THE IDOLM@STER CINDERELLA GIRLS LITTLE STARS! Snow＊Love                                                     | 市原仁奈（久野美咲）、及川雫（のぐちゆり）、大槻唯（山下七海）、高森藍子（金子有希）、依田芳乃（高田憂希） | 「Snow＊Love」                                          | テレビアニメ『アイドルマスター シンデレラガールズ劇場』エンディングテーマ |
| 3月3日   | アイドルマスター シンデレラガールズ劇場 すぷりんぐふぇすてぃばる 2018 会場オリジナルCD                       | 高森藍子（金子有希） | 「We're the friends!」                                  | ゲーム『アイドルマスター シンデレラガールズ』関連曲                       |
| 5月30日  | アイドルマスター シンデレラガールズ U149 第3巻特別版特典CD                                                   | 佐々木千枝（今井麻夏）、高森藍子（金子有希） | 「絶対特権主張しますっ！」                              | 漫画『アイドルマスター シンデレラガールズ U149』関連曲                    |
| 9月3日   | - | 高森藍子（金子有希） | 「お願い！シンデレラ」                                  | ゲーム『アイドルマスター シンデレラガールズ スターライトステージ』関連曲  |
| 9月14日  | THE IDOLM@STER CINDERELLA GIRLS スパイスパラダイス〜カレーメシver.〜                                         | ポジティブパッション | 「スパイスパラダイス〜カレーメシ マスターバージョン〜」 | 日清食品「カレーメシ」イメージソング                                      |
| 2019年   | | |                                                         |                                                                           |
| 3月20日  | THE IDOLM@STER CINDERELLA GIRLS STARLIGHT MASTER 27 Vast world                                               | 日野茜（赤﨑千夏）、高森藍子（金子有希）、本田未央（原紗友里） | 「スパイスパラダイス」                                  | ゲーム『アイドルマスター シンデレラガールズ スターライトステージ』関連曲  |
| 8月14日  | THE IDOLM@STER CINDERELLA GIRLS STARLIGHT MASTER 31 Pretty Liar                                              | 島村卯月（大橋彩香）、小日向美穂（津田美波）、五十嵐響子（種﨑敦美）、渋谷凛（福原綾香）、北条加蓮（渕上舞）、神谷奈緒（松井恵理子）、本田未央（原紗友里）、日野茜（赤﨑千夏）、高森藍子（金子有希） | 「Stage Bye Stage」                                     | ゲーム『アイドルマスター シンデレラガールズ スターライトステージ』関連曲  |
| 9月2日   | THE IDOLM@STER CINDERELLA GIRLS 7thLIVE TOUR Special 3chord♪ Comical Pops! 会場オリジナルCD                  | 高森藍子（金子有希） | 「情熱ファンファンファーレ（M@STER VERSION）」          | ゲーム『アイドルマスター シンデレラガールズ スターライトステージ』関連曲  |
| 10月23日 | THE IDOLM@STER CINDERELLA GIRLS STARLIGHT MASTER for the NEXT! 01 TRUE COLORS                                | 城ヶ崎美嘉（佳村はるか）、高森藍子（金子有希）、アナスタシア（上坂すみれ）、藤原肇（鈴木みのり）、乙倉悠貴（中島由貴）、黒埼ちとせ（佐倉薫）、白雪千夜（関口理咲）、久川颯（長江里加）、久川凪（立花日菜） | 「TRUE COLORS（M@STER VERSION）」                       | ゲーム『アイドルマスター シンデレラガールズ スターライトステージ』関連曲  |
| 10月23日 | THE IDOLM@STER CINDERELLA GIRLS STARLIGHT MASTER for the NEXT! 01 TRUE COLORS                                | 高森藍子（金子有希） | 「TRUE COLORS（M@STER VERSION）」                       | ゲーム『アイドルマスター シンデレラガールズ スターライトステージ』関連曲  |
| 2020年   | | |                                                         |                                                                           |
| 8月12日  | THE IDOLM@STER CINDERELLA GIRLS STARLIGHT MASTER for the NEXT! 10 ほほえみDiary                              | 高森藍子（金子有希）、道明寺歌鈴（新田ひより） | 「ほほえみDiary（M@STER VERSION）」                     | ゲーム『アイドルマスター シンデレラガールズ スターライトステージ』関連曲  |
| 8月12日  | THE IDOLM@STER CINDERELLA GIRLS STARLIGHT MASTER for the NEXT! 10 ほほえみDiary                              | 高森藍子（金子有希） | 「ほほえみDiary（M@STER VERSION）」                     | ゲーム『アイドルマスター シンデレラガールズ スターライトステージ』関連曲  |
| 2022年   | | |                                                         |                                                                           |
| 1月26日  | THE IDOLM@STER CINDERELLA MASTER キセキの証 & Let's Sail Away!!! & ココカラミライヘ！                        | THE IDOLM@STER CINDERELLA GIRLS for BEST5! | 「キセキの証」                                          | ゲーム『アイドルマスター シンデレラガールズ』関連曲                       |
| 1月26日  | THE IDOLM@STER CINDERELLA MASTER キセキの証 & Let's Sail Away!!! & ココカラミライヘ！ 特別限定盤             | 高森藍子（金子有希） | 「キセキの証」                                          | ゲーム『アイドルマスター シンデレラガールズ』関連曲                       |
| 4月8日   | アイドルマスター シンデレラガールズ U149 第9巻特別版特典CD                                                   | 高森藍子（金子有希） | 「空想探査計画」                                        | 漫画『アイドルマスター シンデレラガールズ U149』関連曲                    |
| 8月3日   | THE IDOLM@STER CINDERELLA GIRLS STARLIGHT MASTER R/LOCK ON! 07 ストリート・ランウェイ                        | 北条加蓮（渕上舞）、五十嵐響子（種﨑敦美）、高森藍子（金子有希） | 「ピンキージョーンズ」                                  | ゲーム『アイドルマスター シンデレラガールズ スターライトステージ』関連曲  |
| 12月14日 | THE IDOLM@STER CINDERELLA GIRLS STARLIGHT MASTER R/LOCK ON! 11 メモリーブロッサム                            | 西園寺琴歌（安齋由香里）、白菊ほたる（天野聡美）、高森藍子（金子有希）、五十嵐響子（種﨑敦美）、水本ゆかり（藤田茜） | 「メモリーブロッサム（M@STER VERSION）」                | ゲーム『アイドルマスター シンデレラガールズ スターライトステージ』関連曲  |
| 12月14日 | THE IDOLM@STER CINDERELLA GIRLS STARLIGHT MASTER R/LOCK ON! 11 メモリーブロッサム                            | 高森藍子（金子有希） | 「メモリーブロッサム（M@STER VERSION）」                | ゲーム『アイドルマスター シンデレラガールズ スターライトステージ』関連曲  |
| 2023年   | | |                                                         |                                                                           |
| 9月13日  | THE IDOLM@STER CINDERELLA GIRLS STARLIGHT MASTER PLATINUM NUMBER 08 ミライコンパス                           | 望月聖（原涼子）、佐久間まゆ（牧野由依）、緒方智絵里（大空直美）、依田芳乃（高田憂希）、高森藍子（金子有希） | 「ミライコンパス（M@STER VERSION）」                    | ゲーム『アイドルマスター シンデレラガールズ スターライトステージ』関連曲  |
| 9月13日  | THE IDOLM@STER CINDERELLA GIRLS STARLIGHT MASTER PLATINUM NUMBER 08 ミライコンパス                           | 高森藍子（金子有希） | 「ミライコンパス（M@STER VERSION）」                    | ゲーム『アイドルマスター シンデレラガールズ スターライトステージ』関連曲  |
| 2024年   | | |                                                         |                                                                           |
| 2月28日  | THE IDOLM@STER CINDERELLA MASTER パジャマジャマ ＆ この恋の解を答えなさい                                    | THE IDOLM@STER CINDERELLA GIRLS Stage for Cinderella groupD BEST5! | 「この恋の解を答えなさい」                              | ゲーム『アイドルマスター シンデレラガールズ スターライトステージ』関連曲  |
| 5月29日  | THE IDOLM@STER CINDERELLA MASTER WINTER and WINDOW                                                           | THE IDOLMASTER CINDERELLA GIRLS Stage for Cinderella BEST5! | 「WINTER and WINDOW」                                   | 『アイドルマスター シンデレラガールズ』関連曲                             |
| 5月29日  | THE IDOLM@STER CINDERELLA MASTER WINTER and WINDOW                                                           | 高森藍子（金子有希） | 「WINTER and WINDOW」                                   | 『アイドルマスター シンデレラガールズ』関連曲                             |
| 9月11日  | THE IDOLM@STER CINDERELLA GIRLS STARLIGHT MASTER HEART TICKER! 09 神様！絶対だよ                             | イヴ・サンタクロース（松永あかね）、西園寺琴歌（安齋由香里）、島村卯月（大橋彩香）、高森藍子（金子有希）、新田美波（洲崎綾） | 「神様！絶対だよ（M@STER VERSION）」                    | ゲーム『アイドルマスター シンデレラガールズ スターライトステージ』関連曲  |
| 9月11日  | THE IDOLM@STER CINDERELLA GIRLS STARLIGHT MASTER HEART TICKER! 09 神様！絶対だよ                             | 高森藍子（金子有希） | 「神様！絶対だよ（M@STER VERSION）」                    | ゲーム『アイドルマスター シンデレラガールズ スターライトステージ』関連曲  |

## ライブ・イベント

### 合同ライブ
| 出演日              | タイトル                                                                                          | 会場                                        |
| ------------------- | ------------------------------------------------------------------------------------------------- | ------------------------------------------- |
| 2014年11月30日      | THE IDOLM@STER CINDERELLA GIRLS 2ndLIVE PARTY M@GIC!!                                             | 国立代々木第一体育館（東京都）              |
| 2015年11月28日      | THE IDOLM@STER CINDERELLA GIRLS 3rdLIVE シンデレラの舞踏会 - Power of Smile -                     | 幕張メッセ国際展示場 9-11番ホール（千葉県） |
| 2016年10月15日      | THE IDOLM@STER CINDERELLA GIRLS 4thLIVE TriCastle Brand New Castle                                | さいたまスーパーアリーナ（埼玉県）          |
| 2017年5月27日・28日 | THE IDOLM@STER CINDERELLA GIRLS 5thLIVE TOUR Serendipity Parade!!! 石川公演                       | 石川県産業展示館4号館（石川県）             |
| 2017年7月29日・30日 | THE IDOLM@STER CINDERELLA GIRLS 5thLIVE TOUR Serendipity Parade!!! 福岡公演                       | 西日本総合展示場 新館（福岡県）             |
| 2017年8月13日       | THE IDOLM@STER CINDERELLA GIRLS 5thLIVE TOUR Serendipity Parade!!! さいたまスーパーアリーナ公演   | さいたまスーパーアリーナ（埼玉県）          |
| 2017年11月19日      | アイドルマスター シンデレラガールズ 6th Anniversary Memorial Party                                | 舞浜アンフィシアター（千葉県）              |
| 2018年12月1日       | THE IDOLM@STER CINDERELLA GIRLS 6thLIVE MERRY-GO-ROUNDOME!!!                                      | ナゴヤドーム（愛知県）                      |
| 2019年11月9日・10日 | THE IDOLM@STER CINDERELLA GIRLS 7thLIVE TOUR Special 3chord♪ Funky Dancing!                       | ナゴヤドーム（愛知県）                      |
| 2021年1月10日       | THE IDOLM@STER CINDERELLA GIRLS Broadcast & LIVE Happy New Yell!!!                                | 幕張メッセ国際展示場 1-3番ホール（千葉県）  |
| 2022年1月29日・30日 | THE IDOLM@STER CINDERELLA GIRLS 10th ANNIVERSARY M@GICAL WONDERLAND TOUR!!! Tropical Land         | ライブ配信（ASOBISTAGE）                    |
| 2022年4月2日        | THE IDOLM@STER CINDERELLA GIRLS 10th ANNIVERSARY M@GICAL WONDERLAND!!!                            | ベルーナドーム（埼玉県）                    |
| 2022年9月3日・4日   | THE IDOLM@STER CINDERELLA GIRLS LIKE4LIVE #cg_ootd                                                | 日本ガイシホール（愛知県）                  |
| 2023年9月9日・10日  | THE IDOLM@STER CINDERELLA GIRLS Shout out Live!!!                                                 | 愛知県国際展示場 ホールA（愛知県）          |
| 2024年6月1日        | THE IDOLM@STER CINDERELLA GIRLS UNIT LIVE TOUR ConnecTrip! 東京公演                               | Zepp DiverCity Tokyo（東京都）              |
| 2024年9月14日・15日 | THE IDOLM@STER CINDERELLA GIRLS STARLIGHT FANTASY                                                 | Kアリーナ横浜（神奈川県）                   |
| 2025年3月8日・9日   | THE IDOLM@STER CINDERELLA GIRLS STARLIGHT STAGE 10th ANNIVERSARY TOUR Let's AMUSEMENT!!! 大阪公演 | 大阪城ホール（大阪府）                      |